# Do Not Feed the Monkeys
Do Not Feed the Monkeys es un videojuego de 2018 desarrollado por la empresa española Fictiorama Studios y publicado por Alawar Premium. Presenta al jugador como un espía que monitorea múltiples transmisiones de video en vivo a través de una computadora de escritorio en el juego. El jugador recopila información sobre las personas y los objetos capturados en estas transmisiones, mientras administra elementos del simulación de vida, como la salud y la salud del personaje del jugador. Aunque se le dice al jugador que no interactúe con las personas bajo vigilancia, es posible hacerlo, que proporciona bonificaciones pero pone en peligro al personaje del jugador.

## Premios
Do Not Feed the Monkeys fue nominado a tres premios en el Festival de Juegos Independientes de 2019, incluido el Gran Premio Seumas McNally. HobbyConsolas lo nombró uno de los mejores juegos españoles de 2018, y Edge España lo nominaron al premio "Videojuego español del año" de la revista, aunque el juego perdió ante The Red Strings Club. Los editores de Edge España también nominaron a Fictiorama como mejor desarrollador de juegos español de 2018, una distinción que finalmente recayó en Nomada Studio por su trabajo en Gris.